# 朝鮮大學校 (日本)
朝鮮大學校，是一所位於東京都小平市的私立大學校。1956年創校，簡稱朝大、KU。
朝鮮大學校是由朝鮮總聯屬下學校法人東京朝鮮學園營運，是一間為在日朝鮮人提供大學教育的院校。

## 学校概况
尽管它被总联定位为日本朝鲜学校中最高的教育机构，但尚未被文部科学省批准为大学，并且不属于其他政府部门管辖的“文部省”类别。它作为《私立学校法》定义的各种学校而存在。自1957年以來，學校每年都能直接從朝鮮政府獲得資助，例如2002年，在金正日的指示下學校獲得了132,420,000日元的資金。
自第二次世界大战后创校以来，它已有多年的历史，并且经过各种组织改革，成为一个由八个系组成的四年制系统（部分为三年制）。基本上使用朝鲜语进行公开课程，但雇用了许多日语老师，使得日语课程也很多。大多数学生来自朝鲜高中，但也有一些其他的高中毕业生和高素质的学生入学。来自朝鲜学校以外的学生也加入了一个名为“转学小组”的小组（对应于国际学生的单独部门），学习朝鲜语。学生是朝鲜和日本国民。
毕业生的职业道路主要有总联、朝鲜学校教师和日本的其他朝鲜同胞雇用。另一方面，还有人进入其他大学的院系和研究生，日本的大多数私立大学和公立大学除外，有些大学向朝鮮大學毕业生（包括法学研究生院）开放以有资格申请研究生院。日本國稅廳尚未批准此校學生的税务会计师考试资格，原因是朝鲜大学校是《私立學校法》定義的「各種學校」，但自2005年以來，朝鮮大學校學生就有資格參加考試。

## 历史
- 1956年 - 在東京朝鮮中高級學校（东京都北区下十条町）旧址上成立，2年制。
- 1958年 - 成为四年制
- 1959年 - 迁至东京都小平市（校舍获得1962年日本建筑奖）
- 1964年 - 图书馆和礼堂竣工
- 1964年 - 文学院、历史与地理学院、政治经济学院（政治经济系）、理学院（物理与数学系）、教师教育学院（教师教育系、体育系） ，音乐系，艺术系）實行5學部制
- 1967年 - 成立工学院（机械工程系和电子工程系）
- 1968年 - 东京都知事美濃部亮吉批准为職業學校
- 1968年 - 工程学院冶金工程系成立
- 1970年 - 成立朝鮮語研究所
- 1970年 - 成立外语系（英语系、法语系）
- 1974年 - 研究所（相当于日本大学的研究生院），新設立民族教育研究所
- 1975年 - 历史和地理学部成立历史系和地理系
- 1977年 - 政治經濟學院新設工商管理系
- 1978年 - 设立政治經濟學院哲学系和师范学院育儿系
- 1982年 - 成立25周年纪念馆竣工
- 1982年 - 政治經濟學院商學科系升格为商學院，成立社会科学研究所
- 1985年 - 在教师教育学院开设了一个新的三年制教师课程
- 1990年 - 3号研究楼和体育馆竣工
- 1999年 - 理学院与工学院合并，更名为理工学院。在理工学院新设信息处理系。在政治經濟學院新设法律系科学与经济学. 重组为四年制和三年制，研究所重组为第一学期和三年后学期
- 2001年 - 橄榄球俱乐部加入关东大学橄榄球联盟小组。
- 2003年 - 设立新的短期系，将文学院与历史地理学院合并，更名为文史学院。
- 2004年 - 引入信用系统
- 2006年 - 成立50周年
- 2007年 - 足球俱乐部赢得东京都立大学足球联赛，并晋升为关东大学足球联赛（2级）。
- 2016年 - 庆祝成立60周年。
- 2022年 - 在朝鲜大学校建校65周年之际，更新了大学校园内的人造草坪。[6]

## 學院簡介
- 政治經濟學院
  - 政治經濟學科
  - 法律學科
- 文學歷史院
  - 語文學科
  - 歷史地理學科
- 商學院
- 外語學院
  - 英語學科
  - 日本語學科
- 理工學院
  - 理學科
  - 電子情報工學科
- 教育學院
  - 4年制教育學科（男子）
  - 3年制教育學科（女子）
  - 保育科
  - 音樂科
  - 美術科
- 體育學院
- 短期學院
  - 生活科學科
  - 情報經理科

## 附屬設施
- 紀念館
- 附屬圖書館
- 出版部
- 研究院
- 社會科學研究所
- 朝鮮語研究所
- 民族教育研究所
- 自然科學研究所
- 朝鮮歷史博物館
- 朝鮮自然博物館
- 大禮堂
- 電腦室
- 健身房
- 宿舍樓
- 校友會事務局